# Синдром Ретта

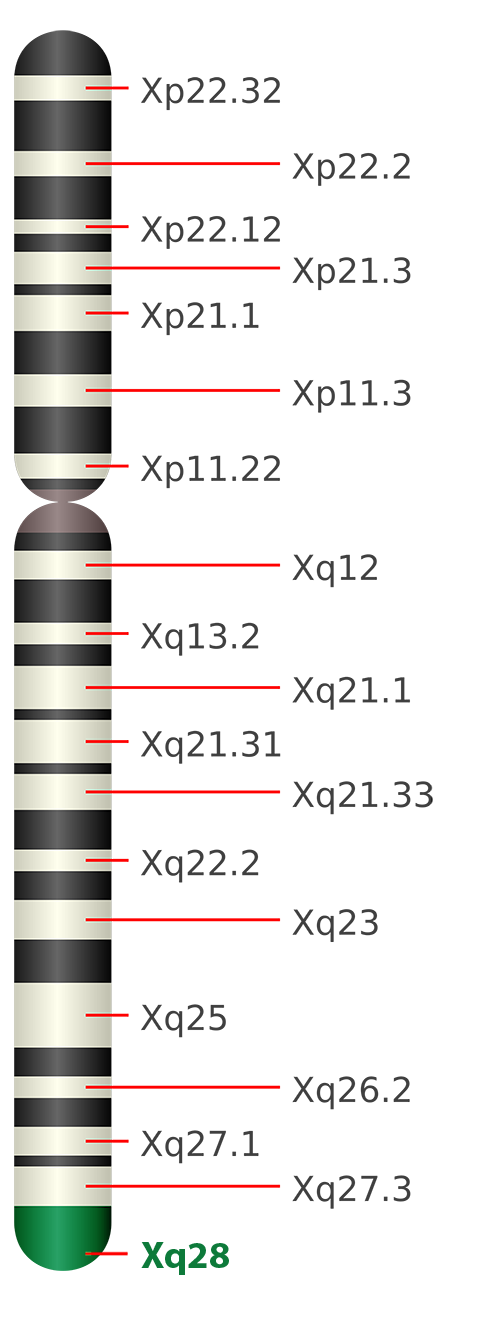
Идеограмма хромосомы человека X - Xq28.

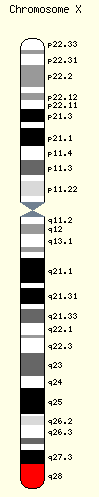
Красный локус обнаруживает ответственный ген в нижнем конце рисунка.

Синдром Ретта (англ. Rett syndrome) — психоневрологическое наследственное заболевание, встречается исключительно у девочек с частотой 1:10000 — 1:15000, является причиной тяжёлой умственной отсталости.
Впервые болезнь была описана австрийским неврологом Андреасом Реттом в 1966 году. Развитие ребёнка до 6—18 месяцев протекает нормально, но потом у девочки начинают пропадать приобретённые речевые, двигательные и предметно-ролевые навыки. Характерным для данного состояния являются стереотипные, однообразные движения рук, их потирание, заламывание, при этом не носящие целенаправленного характера. Речь затрудняется, ответы становятся однообразными или эхолалическими, временами речь совсем пропадает (мутизм). Наблюдается низкий психологический тонус. Лицо ребёнка постепенно приобретает грустное, «неживое» выражение, взгляд становится расфокусированным или устремлённым в одну точку перед собой. Движения становятся заторможенными, но возможны приступы насильственного смеха вместе с приступами импульсивного поведения. Появляются судорожные припадки. Эти особенности напоминают поведение детей с ранним детским аутизмом.

## История
Несмотря на распространённую версию о том, что впервые синдром был описан в 1966 году, обнаружен он был в 1954 году, а всемирное признание как отдельное заболевание получил в 1983 году.
В 1954 году Андреас Ретт обследовал двух девочек и отметил у них, кроме регресса психического развития, особые стереотипные движения в виде «сжимания рук» или напоминающие «мытьё рук». В своих записях он отыскал несколько подобных случаев, что натолкнуло его на мысль об уникальности заболевания. Отсняв на видеоплёнку своих пациенток, доктор Ретт отправился по всей Европе в поисках детей с похожими симптомами. В 1966 в Австрии он опубликовал свои исследования в паре немецких журналов, но они не получили всемирной огласки, даже после публикации на английском языке в 1977 году. Лишь в 1983 году, после публикации шведского педиатра Бенгта Хагберга и его коллег, заболевание было выделено в отдельную нозологическую единицу и названо в честь своего первооткрывателя «синдромом Ретта».

## Причины заболевания
Было установлено, что синдром является генетическим заболеванием. По последним данным, к заболеванию приводят мутации в гене МЕСР2. Этот ген кодирует метил-СрG-связывающий белок 2(МеСР2). Если ген нормален, его белок в определённый момент развития мозга выключает из работы несколько других генов, и тогда мозг ребёнка развивается нормально. Если же ген поврежден мутацией, своевременное выключение не происходит. Мозг, пропустивший этот момент, начинает развиваться неправильно. Так возникает синдром Ретта. Ген МеСР2 находится в X-хромосоме. Поскольку у женщин таких хромосом две, женские плоды с синдромом Ретта обычно обладают одним нормальным и одним дефектным геном, что позволяет им дожить до рождения. У мужчин имеется только одна X-хромосома. Если она несёт дефектный ген МЕСР2, то у плода не остаётся нормальной копии гена, и он чаще всего погибает. Поэтому мальчики с синдромом Ретта рождаются очень редко. Несколько известных случаев болезни у мальчиков сопровождались синдромом Клайнфельтера с полисомией XXY, то есть одной лишней X-хромосомой.

## Прогноз и лечение
Это генетическое заболевание, состоящее из четырёх этапов, требующее реабилитации и ежедневной работы со специалистом по сохранению и приобретению новых навыков как моторных (ходьба), так и социопсихических. Синдром Ретта очень часто сопровождается судорогами (до 70 % случаев), нарушениями дыхания (гиповентиляция, гиперкапния, апноэ), сколиозом, желудочно-пищеводным рефлюксом, удлинённым интервалом QT на ЭКГ. Ряд больных достигает возраста 50 и более лет.
Учёные из Эдинбургского университета под руководством Эдриана Берда сумели активировать ген МЕСР2 у лабораторных мышей. В результате симптомы синдрома Ретта у мышей исчезли. Это позволяет надеяться на получение метода лечения синдрома и у людей. В настоящее время проводятся генетические и фармакологические исследования различных групп препаратов для лечения синдрома Ретта.
Американский исследователь Алиссон Муотри, как сообщается в популярном издании, изучает, как выращивание органов, а именно мозга, может помочь при синдроме Ретта.
В 2023 г. был одобрен трофинетид.

## Форумы, посвящённые синдрому Ретта
Начиная с 1988 года проводятся мировые конгрессы по синдрому Ретта. В 2012 году конгресс проходил в Новом Орлеане, США. Очередной мировой конгресс состоялся в Казани 13-17 мая 2016 года. Это был первый мировой конгресс по редким болезням, который состоялся в России. Казань уже принимала Европейский конгресс по синдрому Ретта в 2011 году.